# Fallen Angel (album)
Fallen Angel – dwunasty album brytyjskiej rockowej grupy Uriah Heep wydany w 1978 r.

## Lista utworów
| 1.  | „Woman of The Night” (Box, Lawton, Kerslake) | 4:07  |
|     |                                              |       |
| 2.  | „Falling in Love” (Hensley)                  | 2:59  |
|     |                                              |       |
| 3.  | „One More Night (Last Farewell)” (Hensley)   | 3:35  |
|     |                                              |       |
| 4.  | „Put Your Lovin’ on Me” (Lawton)             | 4:08  |
|     |                                              |       |
| 5.  | „Come Back to Me” (Kerslake, Hensley)        | 4:22  |
|     |                                              |       |
| 6.  | „Whad’ya Say” (Hensley)                      | 3:41  |
|     |                                              |       |
| 7.  | „Save It” (Bolder, Pete McDonald)            | 3:33  |
|     |                                              |       |
| 8.  | „Love or Nothing” (Hensley)                  | 3:02  |
|     |                                              |       |
| 9.  | „I’m Alive” (Lawton)                         | 4:18  |
|     |                                              |       |
| 10. | „Fallen Angel” (Hensley)                     | 4:51  |
|     |                                              |       |
|     |                                              | 38:36 |
|     |                                              |       |

## Twórcy
- John Lawton – wokal
- Ken Hensley – keyboard, syntezator, gitara, wokal
- Mick Box – gitara
- Trevor Bolder – bas
- Lee Kerslake – perkusja, wokal